# トライアンフ・T140W TSS
T140W TSSは、トライアンフ・エンジニアリングがメリデン工場で製造したオートバイ。

## 開発
米国市場向けに設計されたTSSには、トライアンフのブライアン・ジョーンズが開発したウェスレイク・エンジニアリング製の8バルブシリンダーヘッドが搭載されており、1978/79年の設計は元々ラトランドのノーリッシュ・レーシングに依頼したもので、これは1960年代にリックマン兄弟が650ccツイン向けに設計したものと同ものだった。
クランクは完全に機械加工された単一鍛造品で、ビッグエンドの直径が大きくなったため、剛性とバランスが大幅に向上し、トライアンフのラインナップの中で最もスムーズに走行するオートバイの 1 つが誕生した。シリンダーヘッドには小径のバルブが狭い挟み角（30°）で取り付けられており、ピストンのリセスによって10:1の圧縮比が実現されていた。
英国モデルには1対のアマル MkII キャブレターが装着され、輸出モデルにはビング製CVキャブレターが装着された。標準的なT140Eとのその他の差異にはオフセットしたコネクティングロッド、鋳鉄スリーブ入りアルミシリンダー、補強されたスイングアーム、高出力の3相オルタネーターなどが挙げられる。
ジョン・ミノンノがテキサス人のジャック・ウィルソンが所有するトライアンフ・ディーラーのビッグD向けにレース用に改造したTSSは、1981年とその翌年のバトル・オブ・ザ・ツイン・レースで目覚ましい成績を挙げた。

## 諸元

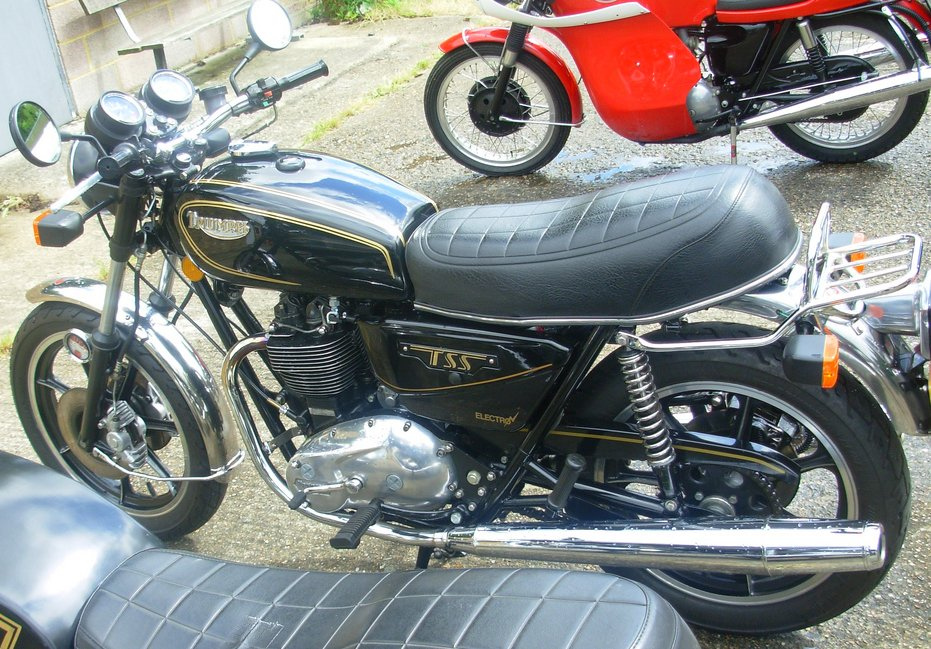
1982年型英国/英連邦仕様のトライアンフTSSがロンドン・モーターサイクル・ミュージアムに展示されており、オプションのモリスのアルミホイールを装備しているが、1979年型とは標準ではないいくつのパーツ（カーリングのリアショックアブソーバー、ハンドルのレバー類およびラック付きグラブレイルがオーナーによって装着されている

1982年にセルモーターを標準装備として発売されたこのエンジンの全く新しい上部には、8バルブのシリンダーヘッドをシリンダーバレルに密着させるクーパー・リングが採用された。アメリカンのモリス製アルミホイールはオプションで、オートモーティブ・プロダクツ（AP）製のロッキード・デュアルディスクブレーキがフロントに標準装備された。黒く塗装されたエンジンのフィンはポリッシュ仕上げだったが、トライアンフTR65サンダーバードと同様に、これまで光沢のあるポリッシュ仕上げやクローム仕上げだった多くのアルミパーツが、サテンブラックに塗装された。マッドガードはステンレス製で、オプションのワイヤースポークホイール用のイタリアのラダエリ製リムも同様にステンレス製だった。高性能エアオイル式「ストラーダ」リアサスペンションユニットは、イタリアのマルゾッキから供給された。イタリア製のガソリンタンクと同様に、フランスのヴェリア製のメーター、イタリアのパイオリ製ガソリンコック、ドイツのBumm製ミラー、マグラ製チョークレバー、ULO製方向指示器などのOEM部品もヨーロッパ本土から調達された。
ほとんどのトライアンフのモデルとはことなり、アップハンドルと2ガロンタンクを備えたアメリカ向けスタイルは公式には設定されず（TSX8まで、下記参照）、宣伝されたすべてのモデルにはイタリア製の4ガロンタンクと低いハンドルバー、新しく導入された軽合金製の「ドッグレッグ」タイプのクラッチおよびブレーキレバー（パワーレバー）が装着されていた。米国に輸出された実際のバージョンは、金色のラインが入った赤い「ウィング」が付いた黒の塗装、新しい形状のメガホンマフラー、ドイツ製のビングキャブレターが採用されていた。トライアンフ・ボンネビルT140EXエグゼクティブに沿ったワンオフモデルがロンドンのディーラー向けに製造され、これも金色のラインが入った黒塗装だったが、エグゼクティブの標準であるブリーリー＝スミスの「セイバー」フェアリングとシグマ製のラゲッジが付属していた。すべてのTSSのタイヤとしてエイボン製ロードランナーが装着されていた。
1983年8月26日にメリデン工場が自主的な精算に入ったため、トライアンフから実際に出荷されたTSSモデルはわずか112台だった。TSSは合計438台が製造されたと推定されている。
TSS、特にそのエンジンは、モーター・サイクル・ウィークリー誌の長期テストで初期のシリンダーヘッドが多孔質で、雨天時のブレーキ問題が明らかにされたにもかかわらず、全般にイギリスおよび国際的な雑誌関係によって好意的に受け入れられた。アメリカの雑誌モーターサイクル誌のインタビューで、メリデンの技術部長のブライアン・ジョーンズは、ウェスレイク社が供給した初期のシリンダーヘッドのエポキシコーティングによる多孔性の問題が、工場のテスターから隠蔽されていたことを明らかにした。

## TSSAV
8バルブエンジンを防振フレームに搭載するという構想は、1981年のアールズ・コート・モーターサイクルショーで、プロトタイプのスーパーツアラーTS8-1に初めて採用された。
現在ロンドン・モーターサイクル・ミュージアムに展示されているTS8-1は、契約スタイリストのイアン・ダイソンが手掛けたプラスチック製ボディワークを採用していた。

実現しなかった1984年モデルでは、TSSにはメリデンの「エンフォーサー」防振フレームが標準装備され、エンジンは特別な防振フレームにゴムマウントされる予定だった。ステンレススチール製ではあるものの短縮されたリアマッドガードや、TSXスタイルのTSSバッジが貼られたサイドパネルなど、トライアンフT140 TSXモデルのパーツの採用などのスタイリングの変更が施された。これらは、米国輸出モデルでビング製キャブレターのリンケージをカバーするために延長されていたオリジナルのサイドパネルと交換された。計画されていた1984年民間モデルの短縮されたリアマッドガードの上にはプラスチック製の「ダックテール」シートユニットが取り付けられ、後方寄りのフットレスト、ブレーキ、ギアシフト機構が取り付けられた。警察用TSS AVは、ダックテールとTSXパーツ上の従来のサイクルパーツと同様に、標準のフットレスト/コントロール配置を維持した。エンフォーサーフレーム内のゴム製マウント上でエンジンが揺れることで高さのクリアランスが制限されるため、ビングではなく短いアマルMk2キャブレターが採用された。

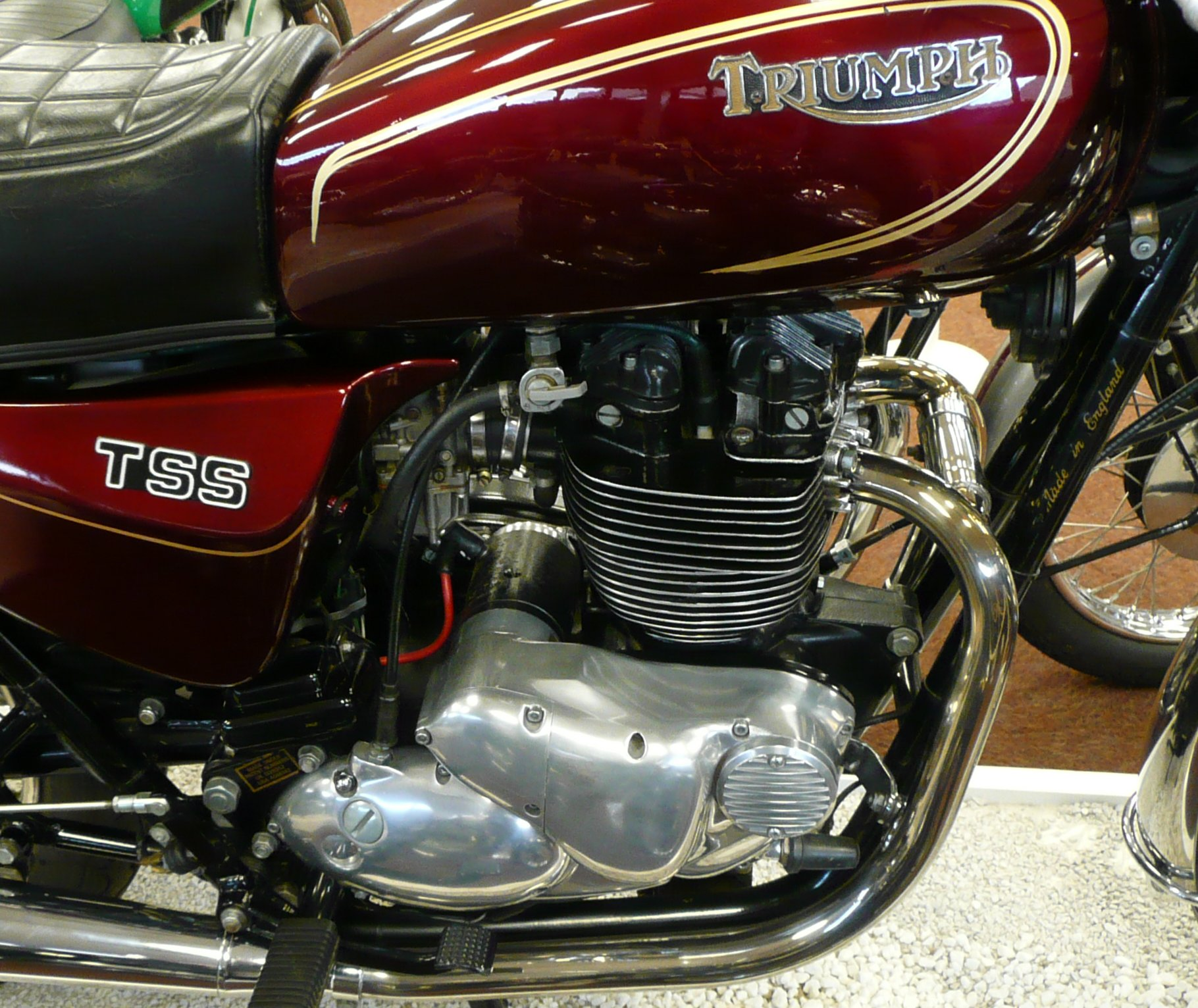
TSS-AVのクローズアップ

TSS AVは、警察仕様と民間仕様合わせてわずか3台しか製造されなず（更にフレームのみが1台）、その中の1台はかつてトライアンフのディーラーであったローバックス・モーターサイクルズの経営者、故クリス・バックル向けのものも含まれている。この車両は1984年仕様とは少し異なるものの、1983年6月27日に製造さ、ヴィンテージ・モーターサイクル・クラブが保有する工場生産記録によると、これがメリデン・トライアンフの最後の完全な一台となっている。写真のバーガンディ色の個体は、現在、旧工場跡地に近いウェスト・ミッドランズのソリフルにある国立モーターサイクル博物館に展示されている。工場出荷時にコニ製リアサスペンションユニットが装着され、「ダックテール」は省略され、従来のリアマッドガードが採用された。

## TSX8
1984年に実現しなかったシリーズのもう1つのプロトタイプは、ビング製キャブレター装着のTSSエンジンで、トライアンフT140 TSXのサイクルパーツを採用したもので、TSX8として販売される予定であり、元の4バルブバージョンはTSX4に改名された。TSXを設計したウェイン・モールトンは、もともと8バルブTSSエンジンを念頭に置いて設計していた。